# Chlorocoma periphracta
Chlorocoma periphracta är en fjärilsart som beskrevs av Turner 1904. Chlorocoma periphracta ingår i släktet Chlorocoma och familjen mätare. Inga underarter finns listade i Catalogue of Life.